# Sobrescobiu
Sobrescobiu és un conceyu de la Comunitat Autònoma del Principat d'Astúries. Està situat en la zona muntanyenca sud oriental de la regió, i es troba enquadrat dintre de la mancomunitat de la Vall del Nalón. Limita al nord amb els concejos de Piloña i Casu, al sud amb Ayer, a l'est amb el de Casu i a l'oest amb Llaviana. Té una extensió de 69,44 km² i compte en l'actualitat amb una població de 876 habitants. El nom deriva de «super-escopulum, sobre l'escobio», nom que es dona als congosts i que aquí es refereix al pas d'entrada al concejo. Les comunicacions s'articulen entorn de la carretera regional AS-17, que segueix el curs del riu Nalón. Compta amb altres carreteres locals, completant d'aquesta manera una més que acceptable xarxa viària.

## Geografia física
Des del punt de vista geològic Sobrescobiu es troba en la Regió de Mantos que està formada per escates, que són unes unitats morfològiques on es concentren les àrees de major altitud i estan compostes per materials tals com calcàries i quarsites. En el límit d'aquestes escates es troben petites taques carboníferes que constitueix una cubeta de pissarra limitada per calcàries en la part central del concejo.
Respecte a la seva orografia, cal destacar que el concejo presenta unes elevacions de bastant altitud i pronunciats pendents. Així la major part de la superfície té una altura compresa entre els 400 i 1.200 metres amb pendents de més del 50%. Els seus accidents muntanyencs més destacats són, per la zona oriental, la Serra de Mermeya, que va des del Pico Retriñón, altura màxima del municipi amb 1.862 metres, fins a la presa de Tanes. S'hi troben pics com el Moroma amb 1.660 msnm, La Frayá de 1.403 msnm, Riegos amb 1.384 msnm, i La Mezquita de 1.312 msnm. En la zona occidental, vam trobar la Serra del Crespón on s'incrusten becs com el Corbellosu de 1.282 msnm, Argañosa de 1.144 msnm, o Els Plumes amb 1.222 msnm. En la part septentrional destaquen altituds com La Xamoca amb 1.283 msnm, o La Garba de 1.132 msnm. Ja en el límit amb Ayer pel sud albirem nombrosos pics com el Praera, La Forcá o el Cuitu Santibáñez, tots ells amb altures aproximades als 1.600 msnm.
La xarxa hidrogràfica del concejo ve representada principalment pel riu Nalón, que travessa el concejo entre les muntanyes del nord i de l'interior amb una orientació est-oest, formant algunes vegues importants com la de Rusecu. El riu s'encaixa en congosts en travessar la zona calcària i aprofitant les estretors d'aquests llocs es construeixen les preses de Rusecu i de Tanes, servint de reserva d'aigua tant en el concejo com en el seu veí concejo de Cas. L'afluent més destacat del Nalón en Sobrescobiu és el riu de l'Alba que recorre el concejo de sud a nord, recollint al seu pas quantitat d'aigües procedents de petits rierols.
El seu clima es pot considerar com temperat i humit, sense temperatures extremes i amb bastant pluviositat. La temperatura mitjana estiuenca és de 18,1 °C, i la mitjana hivernal és de 4,2 °C. Són freqüents les aparicions de les boires i els corrents de vent del Nord-oest. De la seva vegetació cal dir que bona part de la superfície del municipi es troba enquadrada dintre del Parc natural de Xarxes, en el qual es conserva encara grans taques de fajos i roures. També es poden observar boscos mixts de castanyers i freixes. Respecte a la seva fauna cal dir que en temps passats era comú albirar per les muntanyes espècies com cérvols, rebecos, senglars, cabirols i urogalls, encara que cada vegada hi ha menys exemplars.

## Capital
Rusecu és la capital del concejo de Sobrescobiu des que en 1929 es traslladés l'ajuntament de la petita localitat de La Polina i està enquadrada dintre d'una vega que el riu Nalón forma en la seva part alta. Constitueix un dels nuclis de població més important del municipi, dintre d'una comarca no molt habitada. Últimament i gràcies a l'evolució del turisme rural sembla que es comença a notar un augment de l'activitat tant aquí en la capital com en la resta del concejo.

## Evolució demogràfica
Sobrescobiu es va caracteritzar, durant l'últim segle xx, per la pèrdua gradual de població amb períodes on aquesta caiguda es atura una mica però sense arribar mai a detenir-se. La proximitat dels centres miners en la regió no serveix aquí per a parar aquesta caiguda, més aviat el contrari, encara que en aquests últims anys s'està observant que parteix de la població del municipi treballa fora però conserva el lloc de residència en el concejo. Aquestes circumstàncies alteren, en gran manera, l'estructura demogràfica en la zona presentant-se una piràmide poblacional en la qual predominen les persones majors de 50 anys, i està bastant equilibrada la relació entre sexes.
Tres són les parròquies incloses en el concejo, Laines, Oviñana i Soto, concentrant-se la majoria de la població en les vegues de les valls del riu Alba i el Nalón, sent Sobrescobiu, Soto de Agues i Villamorey els nuclis més poblats. Respecte a l'activitat econòmica del concejo cal dir que aquesta s'articula, principalment, entorn del sector primari que genera més del 59,90% de les ocupacions locals. La ramaderia centra la majoria de les vides del concejo, sent la cabanya bovina la més nombrosa en la zona, havent-hi una clara especialització entorn de la producció càrnia, aprofitant les immillorables pastures que es donen en tot el concejo. El sector industrial té una representació en el municipi del 13,02% de la població activa, sent la branca de producció d'energia elèctrica, la qual més ocupació dona al concejo. Aquestes indústries aprofiten un dels elements més significatius del concejo i que es tracta de l'aigua, element fonamental en la vida humana. Altres branques amb representació són la fustera i l'alimentaria. Quant al seu sector terciari, cal dir que aquest en el concejo ocupa a un total de 27,08%, representant un augment cada vegada més acusat. L'hostaleria i el comerç són les branques amb major implantació en Sobrescobiu, sent cada vegada més freqüent la presència de turistes que visiten el territori municipal, i aprofiten per a visitar entre altres paisatges, el parc natural.

## Divisió administrativa

### Parròquies
- Llaíñes
- Oviñana
- Soto

### Indrets
- El Castrín
- Castru
- Campiellos
- La Polina
- Llaíñes
- Rusecu
- Soto
- Villamoréi
- Anzó
- Comiyera
- La Molina

## Història
Les primeres troballes de Sobrescobiu ens remunten a èpoques prehistòriques, com ho demostren les restes tumulars trobats al Comillera i del Turó del Caón. D'etapes posteriors, es té constància de l'existència d'un castro a la zona, concretament a La Corona de Castro, on s'aprofitava la riquesa forestal i piscícola del municipi. Dintre de l'època de dominació romana, se sap que aquests van entrar en el concejo per la ruta del Tarna amb la finalitat de conquistar la regió, construint en el mateix la fortalesa d'Aceales, també conegut com el castell de Villamorey. D'aquesta època prové la denominació de Sobrescobiu, que deriva de «super scolupum», que significa sobre l'escobio o congost i que fa referència a la situació del concejo dintre de la conca del Nalón, tal com s'ha comentat a l'inici de la descripció del concejo.
La primera notícia documentada del concejo prové de la donació efectuada per la dama Ildoncia en l'any 980 al monestir de Sahagún d'una vila en el territori de Submancia, vall de Flavania en el lloc d'Aubiniana (Oviñana). En 1185, el monarca Ferran II de Lleó va cedir a l'orde de Santiago el castell de Sobrescobiu amb totes les seves pertinences i drets. Varis van ser els encomanadors que van regir el poder del concejo per gràcia de l'església de Santiago, com Núñez Froilaz en el segle xii i el poderós Rodrigo Álvarez de Las Asturias en el segle xiv, qui va cedir el poder al fill bastard d'Alfons XI de Castella, Enric II. Precisament durant el regnat d'Alfons XI, en 1344, aquest atorga la Carta de poblament al municipi establint-se el nucli poblacional en el Vedat de Oviñana.
El 1504, encara sota dependència de l'Orde de Santiago, el territori adquireix la condició de Municipi. El 1528 les gents de Sobrescobiu protesten davant els representants de la fèrula Santiaguesa perquè persones de concejos limítrofes de realengo entraven en el seu territori a deixar els seus ramats a pastar, tallar llenya dels seus arbres i apoderar-se del poder piscícola. Així el monarca Felip II posa en venda, mitjançant el sistema de pública subhasta, el vedat de Sobrescobiu. Les gents de Sobrescobiu triarien com a representants per a tal subhasta a Pedro Díaz del Prado i Diego Fernández de Ladines, sent el sistema de subhasta utilitzat, realitzar ofertes de compra mentre duri una vela encesa. El poderós Pedro Solís, regidor de la ciutat d'Oviedo, inicia amb 600.000 maravedíns la primera licitació, a la qual van succeint-se diverses alces en l'oferta fins a arribar als 800.000 maravedins oferts pel senyor Solís que fa emmudir a la sala i pensar que aquesta seria l'última oferta que es realitzaria pel municipi, amb el que el terreny passaria a dependre d'algú novament. Però quan la vela estava arribant a fondre's definitivament, representants veïnals van augmentar en 10.000 maravedíes l'oferta, negant-se el Senyor Solís a acceptar dita resultada i apel·lant al rei, que en 1568 concedeix al municipi independència i autonomia pròpia.
Des de 1598 Sobrescobiu forma part de la Junta General del Principat, ocupant el seient número 45 i pertanyent al partit del Bisbat, que incloïa als concejos redimits del poder eclesiàstic. Durant la Guerra de la Independència, cal destacar l'entrada de les tropes del general Gómez pel port de Tarna, així com la lluita de les gents de la zona contra les forces del general francès Bonet. Durant les conteses carlines, el municipi sempre es va caracteritzar per la seva lleialtat a la causa constitucional. La capital del concejo es va mantenir fins a l'any 1929 en la petita localitat de La Polina, data en la qual l'ajuntament es trasllada a la seva ubicació actual que correspon a Rusecu. De les lluites revolucionàries del 34 així com de la guerra civil espanyola, cal dir que Sobrescobiu no va ser terra de combats importants, caient en mans franquistes en 1937. Les èpoques posteriors van caminar entre la pèrdua progressiva de la població, i la implantació, ja en els nostres dies d'un emergent i nou turisme rural, que pot fer que el concejo creixi de manera considerable des del punt de vista econòmic i social.